# Moritz Winkler
Moritz Winkler (o Mauritz Winkler (1812 - 1889 ) fue un botánico alemán. Realizó recolecciones botánicas por Europa central; poseyendo un herbario de 700 accesiones, quedando al resguardo de la "Universidad de Breslavia".

## Algunas publicaciones
- Zweiter Beitrag zur Flora von Bosnian (Segunda contribución a la flora de Bosnia)

### Libros
- Winkler, M; G Bar-Hebraeus Abū-'l-Faraǧ. 1839. De Syriaca carminis Deborae Jud. V versione, scholiis, quae ad eam a Bar-Hebraeo conscripta sunt, integris additis. Ed. Breslau

- La abreviatura «M.Winkl.» se emplea para indicar a Moritz Winkler como autoridad en la descripción y clasificación científica de los vegetales.[1]